# 广州市中等学校列表
广州市中等学校列表按广州市行政区划划分，包括公办和民办的普通中等学校、教育系统中等职业学校以及人力资源和社会保障系统中等职业学校。
曾迁校者按现在所在位置处理，曾更名者以最后的校名为准。

## 普通中等学校

### 示范性普通高中
| 学校名称                                                      | 办学 形式 | 学校 类型          | 主管 部门     | 最早 创办 时间 | 所在 区域      | 学校地址 | 总占地 面积 (亩)  | 校训                | 学校荣誉                                                    | 示范高中 验收时间 |
| ------------------------------------------------------------- | --------- | ------------------ | ------------- | -------------- | -------------- | --- | ----------------- | ------------------- | ----------------------------------------------------------- | ----------------- |
| 华南师范大学附属中学                                          | 公办      | 完全 中学          | 广东省 教育厅 | 1888年         | 天河           | 高中部：中山大道西1号 初中部：五山路91号 | 150 亩            | 进德修业 格物致知   | 国家示范性高中 广东省一级学校 广东省重点中学                | 2008年 4月        |
| 广东实验中学                                                  | 公办      | 十二年 一贯制 学校 | 广东省 教育厅 | 1872年         | 越秀 荔湾 白云 | 越秀校区：中山四路51号 荔湾校区：省实路1号 云城校区：萧岗明珠北路45号 白云校区：白云大道北570号                                                                      | 188 亩 （高中）   | 爱国 团结 求实 创新 | 国家示范性高中 广东省一级学校 广东省重点中学                | 2008年 4月        |
| 广东广雅中学                                                  | 公办      | 完全 中学          | 广州市 教育局 | 1888年         | 荔湾 花都      | 校本部：广雅路1号 花都校区：雅正路1号 | 157.5 亩          | 务本求实            | 国家示范性高中 广东省一级学校 广东省重点中学                | 2008年 4月        |
| 广州市执信中学                                                | 公办      | 完全 中学          | 广州市 教育局 | 1921年         | 越秀 天河      | 执信路校区：执信南路152号 水荫路校区：水荫二横路12号 二沙岛校区：春晓街2号 天河校区：至信路1号                                                                       | 108 亩            | 崇德瀹智            | 国家示范性高中 广东省一级学校 广东省重点中学 广州市直属学校 | 2008年 4月        |
| 广州市第二中学                                                | 公办      | 完全 中学          | 广州市 教育局 | 1930年         | 越秀 黄埔      | 初中部：应元路21号 高中部：水西路11号 | 300 亩 （高中部） | 顶天立地            | 国家示范性高中 广东省一级学校 市直属重点中学                | 2008年 4月        |
| 广州市第六中学                                                | 公办      | 完全 中学          | 广州市 教育局 | 1937年         | 海珠           | 新港西路179号 | 102 亩            | 亲 爱 精 诚         | 国家示范性高中 广东省一级学校 市直属重点中学                | 2008年 4月        |
| 广州市铁一中学                                                | 公办      | 完全 中学          | 广州市 教育局 | 1952年         | 越秀 番禺 白云 | 越秀校区：文化里13号 番禺校区：铁中路2号 白云校区：新石路163号 | 134.6 亩          | 明德 崇志 笃学 敦行 | 国家示范性高中 广东省一级学校 市直属重点中学                | 2009年 3月        |
| 广州大学附属中学                                              | 公办      | 完全 中学          | 广州市 教育局 | 1948年         | 越秀 番禺      | 黄华路校区：黄华路6号 大学城校区：大学城国医西路31号 | 187.2 亩          | 做最好的自己        | 国家示范性高中 广东省一级学校 市直属重点中学                | 2009年 3月        |
| 广州市协和中学                                                | 公办      | 完全 中学          | 广州市 教育局 | 1911年         | 荔湾           | 西增路18号 | 105 亩            | 尔识真理 真理释尔   | 国家示范性高中 广东省一级学校 广州市直属学校                | 2008年 11月       |
| 广东华侨中学                                                  | 公办      | 完全 中学          | 广州市 教育局 | 1930年         | 越秀 白云      | 起义路校区：起义路158号 金沙洲校区：善贤路1号 | 110.8 亩          | 爱国 正直 奋发 图强 | 国家示范性高中 广东省一级学校 广州市直属学校                | 2008年 4月        |
| 广州市第一中学                                                | 公办      | 完全 中学          | 荔湾区 教育局 | 1928年         | 荔湾           | 高中部：育贤路30号 初中部：黄沙大道54号 | 160.5 亩          | 勤 诚 勇 毅         | 国家示范性高中 广东省一级学校                               | 2008年 4月        |
| 广州市第四中学                                                | 公办      | 完全 中学          | 荔湾区 教育局 | 1917年         | 荔湾           | 高中部锐园校区：太保直街1号 高中部雁园校区：金雁里1号 初中部津园校区：恩洲大巷65号 初中部逸园校区：芳兴路36号                                                        | 41.50 亩 (2011年) | 执锐志四方          | 国家示范性高中 广东省一级学校                               | 2012年 2月        |
| 广州市南海中学                                                | 公办      | 完全 中学          | 荔湾区 教育局 | 1904年         | 荔湾           | 西華路460號 | 35 亩             | 任重致远            | 广州示范性高中 广东省一级学校                               | 2017年 12月       |
| 广州市真光中学                                                | 公办      | 完全 中学          | 荔湾区 教育局 | 1872年         | 荔湾           | 高中部本部校区：培真路17号 高中部汾水校区：汾水芬芳街47号 初中部本部校区：鹤洞路98号 初中部实验校区：鹤翔路2号 初中部芳花校区：花园路1号 初中部岭南校区：湾畔大街2号 | 120 亩            | 尔乃世之光          | 国家示范性高中 广东省一级学校                               | 2008年 4月        |
| 广州市第三中学                                                | 公办      | 完全 中学          | 越秀区 教育局 | 1863年         | 越秀           | 大新路163号 | 75 亩             | 勤俭 仁爱 敏毅 忠诚 | 国家示范性高中 广东省一级学校                               | 2008年 4月        |
| 广州市第七中学                                                | 公办      | 完全 中学          | 越秀区 教育局 | 1888年         | 越秀 白云      | 南校区：烟墩路28号 北校区：寺贝通津8号 桂花校区：桂花路11号 | 83.8 亩           | 爱 诚 真 毅         | 国家示范性高中 广东省一级学校                               | 2008年 4月        |
| 广州市第十六中学                                              | 公办      | 完全 中学          | 越秀区 教育局 | 1934年         | 越秀 天河      | 校本部：中山二路37号 东湖校区：大沙头四马路11号 水荫校区：水蔭一橫路38號                                                                                             | 78 亩             | 志勤严美            | 国家示范性高中 广东省一级学校                               | 2008年 11月       |
| 廣州市第十七中學                                              | 公办      | 完全 中学          | 越秀区 教育局 | 1929年         | 越秀           | 东校区：小北路280号 西校区：新桥街1号 | 34.5 亩           | 追求 勤奋 探索 拼搏 | 广州示范性高中 广东省一级学校                               | 2019年 1月        |
| 广东实验中学越秀学校                                          | 公办      | 完全 中学          | 越秀区 教育局 | 1948年         | 越秀           | 天胜校区：天胜村16号之一 盘福校区：盘福路98号 | 90 亩             | 爱国 团结 求实 创新 | 国家级绿色学校 广州示范性高中 广东省一级学校                | 2017年 12月       |
| 广州市培正中学                                                | 公办      | 完全 中学          | 越秀区 教育局 | 1889年         | 越秀           | 培正路2号 | 105 亩            | 至善至正            | 国家示范性高中 广东省一级学校                               | 2008年 4月        |
| 广州市育才中学                                                | 公办      | 完全 中学          | 越秀区 教育局 | 1951年         | 越秀           | 高中部：福今路2号 初中部：水均南街21号 | 45.1 亩           | 坚定 求实 勤奋 文明 | 国家示范性高中 广东省一级学校                               | 2008年 4月        |
| 广州市第五中学                                                | 公办      | 完全 中学          | 海珠区 教育局 | 1951年         | 海珠           | 南村路32号 | 108.4 亩          | 严格 勤奋 求实 创新 | 国家示范性高中 广东省一级学校                               | 2008年 4月        |
| 广州市南武中学                                                | 公办      | 完全 中学          | 海珠区 教育局 | 1905年         | 海珠           | 北校区：同福中路362號 南校区：杏園大街81號 | 50 亩             | 坚忍 奉公 力学 爱国 | 国家示范性高中 广东省一级学校                               | 2013年 1月        |
| 广州市第九十七中学                                            | 公办      | 完全 中学          | 海珠区 教育局 | 1962年         | 海珠           | 校本部：晓港中马路133号 江南新苑校区：晓港东横街12号 金碧校区：第三金碧花园小区内                                                                                    | 50 亩             | 爱 严 勤 实         | 广州示范性高中 广东省一级学校                               | 2017年 9月        |
| 广州中学                                                      | 公办      | 完全 中学          | 天河区 教育局 | 1973年         | 天河           | 凤凰校区：华美路63号 五山校区：贤韵街5号 名雅校区：体育东路华文街10号 天润校区：天寿路20号 龙口校区：龙口中路2号-47号                                                | 261亩             | 仰望星空 脚踏实地   | 国家示范性高中 广东省一级学校                               | 2008年 11月       |
| 广州市第七十五中学                                            | 公办      | 完全 中学          | 天河区 教育局 | 1956年         | 天河           | 燕塘东校区：燕岭路151号 燕塘西校区：燕成路21号 天平架校区：广州大道北498号                                                                                           |                   | 责行天下            | 广州示范性高中 广东省一级学校                               | 2017年 12月       |
| 广州市第一一三中学                                            | 公办      | 完全 中学          | 天河区 教育局 | 1978年         | 天河           | 金融城校区：黄埔大道中306号 东方校区：东方二路1号 乐学校区：员村西街6号                                                                                              |                   | 厚德 博学 敏行 致远 | 广州示范性高中 广东省一级学校                               | 2017年 12月       |
| 广州市第八十九中学                                            | 公办      | 完全 中学          | 天河区 教育局 | 1919年         | 天河           | 天源路1219号 |                   | 敏行志远 尚学至德   | 国家示范性高中 广东省一级学校                               |                   |
| 广州市天河中学                                                | 公办      | 完全 中学          | 天河区 教育局 | 1988年         | 天河           | 天河东路校区：天河东路44号 珠江新城校区：华成路7号 花城校区：猎德大道27号                                                                                            |                   | 传承 兼学 敏行 效国 | 国家示范性高中 广东省一级学校                               |                   |
| 广州奥林匹克中学 （原“广州市东圃中学”）                       | 公办      | 完全 中学          | 天河区 教育局 | 1987年         | 天河           | 高中部：车陂路696号 初中部：黄村西路1号 智谷校区：天坤二路 |                   | 厚德行健 点亮人生   | 广州示范性高中 广东省一级学校                               | 2018年 2月        |
| 广州市培英中学                                                | 公立      | 完全 中学          | 白云区 教育局 | 1879年         | 白云 荔湾      | 鹤洞校区：荔湾区鹤洞路124号 云城校区：白云区云城西路1151号 岭南校区：白云区集安街9号                                                                                 | 227 亩            | 信 望 爱            | 国家示范性高中 广东省一级学校 广东省绿色学校                | 2008年 4月        |
| 广州市第六十五中学                                            | 公办      | 完全 中学          | 白云区 教育局 | 1946年         | 白云           | 江高校区：爱国西路190号 同德校区：怡康正街7号 明德校区：明德街8号 |                   | 礼 信 爱 勤         | 国家示范性高中 广东省一级学校                               | 2008年 4月        |
| 广州大同中学                                                  | 公办      | 完全 中学          | 白云区 教育局 | 1947年         | 白云           | 广从五路511号 |                   | 平 公 仁            | 国家示范性高中 广东省一级学校                               | 2013年 1月        |
| 广州市白云中学                                                | 公办      | 完全 中学          | 白云区 教育局 | 1960年         | 白云           | 藤业一路366号 |                   | 崇文习德 知行合一   | 广州示范性高中 广东省一级学校                               | 2017年 12月       |
| 广州彭加木纪念中学 （原“广州市第六十三中学”）                 | 公办      | 完全 中学          | 白云区 教育局 | 1958年         | 白云           | 庆槎路521号 |                   | 诚 礼 博 新         | 广州示范性高中 广东省一级学校                               | 2019年 1月        |
| 广州空港实验中学 （原“广州市第七十一中学”）                   | 公办      | 完全 中学          | 白云区 教育局 | 1956年         | 白云           | 高中部：人和镇兴贤路86号 初中部：蚌湖北街南巷10号 |                   | 诚 勤 博 新         | 广州示范性高中 广东省一级学校                               | 2018年 7月        |
| 广州市第八十六中学                                            | 公办      | 完全 中学          | 黄埔区 教育局 | 1956年         | 黄埔           | 雅湖岗校区：大沙地西路5号（高中部） 泰景校区：丰乐北路121号（初中部）                                                                                                |                   | 立德 勤学 求实 志远 | 国家示范性高中 广东省一级学校                               | 2008年 4月        |
| 广东仲元中学                                                  | 公办      | 完全 中学          | 番禺区 教育局 | 1934年         | 番禺           | 第一校区：西涌大街2号 第二校区：傍雁路288号 |                   | 亲仁 爱智 尚勇 向美 | 国家示范性高中 广东省一级学校                               | 2008年 4月        |
| 广东番禺中学                                                  | 公办      | 高级 中学          | 番禺区 教育局 | 1988年         | 番禺           | 桥南街龙岐路501号 |                   | 立德树人 追求卓越   | 国家示范性高中 广东省一级学校                               | 2008年 4月        |
| 广州市番禺区象贤中学                                          | 公办      | 高级 中学          | 番禺区 教育局 | 1826年         | 番禺           | 沙湾街道亚中坊路15号 |                   | 尚贤砺业            | 国家示范性高中 广东省一级学校                               | 2011年 6月        |
| 广州市番禺区洛溪新城中学                                      | 公办      | 完全 中学          | 番禺区 教育局 | 1993年         | 番禺           | 洛溪新城如意路80号 |                   | 大道至简 笃行天成   | 广州示范性高中 广东省一级学校                               | 2019年 1月        |
| 广州市禺山高级中学                                            | 公办      | 高级 中学          | 番禺区 教育局 | 1906年         | 番禺           | 桥南街福贤路477号 |                   | 儒雅博艺 利民兴邦   | 国家示范性高中 广东省一级学校                               | 2012年 2月        |
| 广州市番禺区大龙中学 （原“广州市番禺区石碁第三中学”）         | 公办      | 完全 中学          | 番禺区 教育局 | 1996年         | 番禺           | 石碁镇城区大道1号 |                   | 崇礼向善 守正出新   | 广州示范性高中 广东省一级学校                               | 2019年 1月        |
| 广东第二师范学院番禺附属初级中学 （原“广州市番禺区新造中学”） | 公办      | 高级 中学          | 番禺区 教育局 | 1996年         | 番禺           | 东环街螺山路2号 |                   | 学为君子 兼善天下   | 国家示范性高中 广东省一级学校                               | 2013年 1月        |
| 广州市番禺区实验中学                                          | 公办      | 完全 中学          | 番禺区 教育局 | 2010年         | 番禺           | 市桥街康乐路116号 |                   | 以德求得 因材育才   | 广州示范性高中 广州市一级学校                               | 2018年 2月        |
| 广州市花都区秀全中学                                          | 公办      | 完全 中学          | 花都区 教育局 | 1970年         | 花都           | 花城街道东边村东边路 |                   | 明史润德 聚秀育全   | 国家示范性高中 广东省一级学校                               | 2008年 11月       |
| 广州市花都区 邝维煜纪念中学                                   | 公办      | 完全 中学          | 花都区 教育局 | 1994年         | 花都           | 迎宾大道129号 |                   | 爱校 立志 立品 成才 | 国家示范性高中 广东省一级学校                               | 2009年 3月        |
| 广州市花都区新华中学                                          | 公办      | 高级 中学          | 花都区 教育局 | 1956年         | 花都           | 商业大道74号 |                   | 志存高远 尚雅求新   | 国家示范性高中 广东省一级学校                               | 2013年 1月        |
| 广州市花都区圆玄中学                                          | 公办      | 完全 中学          | 花都区 教育局 | 2005年         | 花都           | 梅花路9号 |                   | 勤 博 礼 信         | 广州示范性高中 广州市一级学校                               | 2018年 7月        |
| 广州市南沙第一中学                                            | 公办      | 完全 中学          | 南沙区 教育局 | 1965年         | 南沙           | 高中部：丰泽东路101号 初中部：珠江中路91号 |                   | 恪诚守信 笃志健行   | 国家示范性高中 广东省一级学校                               | 2013年 1月        |
| 东涌中学                                                      | 公办      | 完全 中学          | 南沙区 教育局 | 1969年         | 南沙           | 和乐路1号 |                   | 立志 尚德 博学 创新 | 广州示范性高中 广东省一级学校                               | 2018年 7月        |
| 广州市玉岩中学                                                | 公办      | 完全 中学          | 黄埔区 教育局 | 2006年         | 黄埔           | 玉中路1号 |                   | 博学于文 行己有耻   | 国家示范性高中 广东省一级学校                               | 2012年 2月        |
| 广州科学城中学 （原“广州市第九十一中学”）                     | 公办      | 完全 中学          | 黄埔区 教育局 | 1946年         | 黄埔           | 萝平路79号 |                   | 爱 信 志 博         | 广州示范性高中 广东省一级学校                               | 2017年 9月        |
| 广州市增城区增城中学                                          | 公办      | 完全 中学          | 增城区 教育局 | 1928年         | 增城           | 高中部：荔城大道420号 初中部：文化路9号 |                   | 尚德求真            | 国家示范性高中 广东省一级学校                               | 2008年 11月       |
| 广州增城区第一中学                                            | 公办      | 高级 中学          | 增城区 教育局 | 1991年         | 增城           | 荔湖街荔湖大道133号 |                   | 知书达礼 自强不息   | 国家示范性高中 广东省一级学校                               | 2018年 1月        |
| 广州市增城区高级中学                                          | 公办      | 高级 中学          | 增城区 教育局 | 1975年         | 增城           | 增江街梅花路10号 |                   | 尚德 笃学 强体 创新 | 广州示范性高中 广东省一级学校                               | 2019年 1月        |
| 广州市增城区新塘中学                                          | 公办      | 高级 中学          | 增城区 教育局 | 1941年         | 增城           | 新塘镇港口大道328号 |                   | 尚善扬善 汲泉涌泉   | 国家示范性高中 广东省一级学校                               | 2011年 1月        |
| 广州市从化区从化中学                                          | 公办      | 高级 中学          | 从化区 教育局 | 1495年         | 从化           | 环城路239号 |                   | 严 勤 实 活         | 国家示范性高中 广东省一级学校                               | 2008年 11月       |
| 广州市从化区流溪中学                                          | 公办      | 完全 中学          | 从化区 教育局 | 1996年         | 从化           | 沿江南路300号 |                   | 允公允能 自强不息   | 国家示范性高中 广东省一级学校                               | 2012年 2月        |
| 广州天省实验学校 （原“广东实验中学附属天河学校”）             | 民办      | 完全 中学          | 民办          | 2005年         | 天河           | 天源路399號 | 108 畝            | 爱国 团结 求实 创新 | 广州示范性高中 广州市一级学校                               | 2018年 5月        |
| 广州市实验外语学校 （原“广州市广外附设外语学校”）             | 民办      | 十二年 一貫制 學校 | 民办          | 1993年         | 白云           | 广花一路599号 | 320 亩            | 明德尚行 学贯中西   | 广州示范性高中 广东省一级学校                               | 2017年 9月        |
| 广州市黄广中学 （原“黄冈中学广州学校”）                       | 民办      | 完全 中学          | 民办          | 2011年         | 花都           | 雅瑶东路 | 203 亩            | 弘德尚学 笃行致远   | 广州示范性高中                                              | 2018年 2月        |
| 华南师范大学附属中学 南海实验高级中学                         | 民办      | 高级 中学          | 民办          | 2002年         | 外市           | 佛山市南海區桂城東平二路 | 129.9 亩          | 进德修业 格物致知   | 国家示范性高中 广东省一级学校                               | 2008年 4月        |

### 外国语学校
| 学校名称                                              | 办学 形式 | 学校 类型   | 主管 部门     | 最早 创办 时间 | 所在 区域 | 学校地址                                             | 总占地 面积 (亩) | 校训              | 学校荣誉                                     |
| ----------------------------------------------------- | --------- | ----------- | ------------- | -------------- | --------- | ---------------------------------------------------- | ---------------- | ----------------- | -------------------------------------------- |
| 广州外国语学校                                        | 公立      | 完全 中学   | 广州市 教育局 | 1962年         | 南沙      | 凤凰大道102號                                        | 269 亩           | 博学 雅正 融和    | 广州市直属学校 广州市示范性高中              |
| 广州市西关外国语学校                                  | 公立      | 完全 中学   | 荔湾区 教育局 | 1948年         | 荔湾      | 高中部：中山八路石路基1号 初中部：中山八路石路基20号 | 35.3 亩          | 德 诚 正 朴       | 广州市示范性高中 广东省一级学校              |
| 广州市华侨外国语学校                                  | 公立      | 九年制 学校 | 越秀区 教育局 | 1955年         | 越秀      | 环市东路华侨新村友爱路一号之一                       | 37 亩            | 爱 诚 笃 美       | 广东省绿色学校 市双语实验学校 广州市一级学校 |
| 广州市海珠外国语实验中学                              | 公立      | 完全 中学   | 海珠区 教育局 | 1960年         | 海珠      | 前进路121号                                          | 30 亩            | 诚 和 敏 毅       | 广州市示范性高中 广东省一级学校              |
| 广州市江南外国语学校                                  | 公立      | 初级 中学   | 海珠区 教育局 | 1988年         | 海珠      | 北校区：宝岗大道466号 南校区：宝岗大道南730号        | 45 亩            | 雅韵通博          | 广东省一级学校                               |
| 广州市天河外国语学校                                  | 公立      | 完全 中学   | 天河区 教育局 | 2012年         | 天河      | 海乐路9号                                            | 20 亩            | 和雅君子 世界公民 | 广州市示范性高中                             |
| 广州市华颖外国语学校                                  | 公立      | 九年制 学校 | 天河区 教育局 | 1970年         | 天河      | 员村一横路7号大院                                    | 45 亩            | 以德蕴华 颖出于勤 | 市义务教育规范化学校                         |
| 广东外语外贸大学实验中学 （原“广州市第二外国语学校”） | 公立      | 完全 中学   | 白云区 教育局 | 1956年         | 白云      | 太和镇大来南路59号                                   | 104 亩           | 信 达 雅          | 广州市一级学校                               |

注：广州开发区中学（广州开发区外国语学校）和广州市花都区秀全外国语学校因未通过广州市教育局公办外国语学校特色认定，故未在此表列出，计算作普通区属学校。

### 艺术类学校
| 学校名称                     | 办学 形式 | 学校 类型 | 主管 部门     | 最早 创办 时间 | 所在 区域 | 学校地址       | 总占地 面积 (亩) | 校训     | 学校荣誉       |
| ---------------------------- | --------- | --------- | ------------- | -------------- | --------- | -------------- | ---------------- | -------- | -------------- |
| 广州市美术中学               | 公立      | 高级 中学 | 广州市 教育局 | 1980年         | 越秀      | 东风东路580号  |                  | 与美同行 | 广州市直属学校 |
| 广州美术学院附属中等美术学校 | 公办      | 完全 中学 | 广东省 教育厅 | 1954年         | 海珠      | 昌岗东路257号  |                  |          |                |
| 星海音乐学院附属中等音乐学校 | 公办      | 完全 中学 | 广东省 教育厅 | 1957年         | 天河      | 先烈东横路48号 |                  |          |                |

### 区属学校

#### 荔湾区
| 学校名称                       | 办学 形式 | 学校 类型   | 主管 部门     | 创办 时间 | 学校地址                                                         | 总占地 面积(亩) | 校训                | 学校荣誉 |
| ------------------------------ | --------- | ----------- | ------------- | --------- | ---------------------------------------------------------------- | --------------- | ------------------- | -------- |
| 广州市西关培英中学             | 公立      | 完全 中学   | 荔湾区 教育局 | 1879年    | 多宝路67号                                                       |                 |                     |          |
| 广州市西关外国语流花学校       | 公立      | 初级 中学   | 荔湾区 教育局 | 1989年    | 流花路39号                                                       |                 |                     |          |
| 广州市第一中学十甫学校         | 公立      | 初级 中学   | 荔湾区 教育局 | 1955年    | 十三甫路12号                                                     |                 |                     |          |
| 广州市第四中学丰宁学校         | 公立      | 初级 中学   | 荔湾区 教育局 | 1954年    | 人民中路390号                                                    |                 |                     |          |
| 广州市陈嘉庚纪念中学           | 公立      | 初级 中学   | 荔湾区 教育局 | 1942年    | 大岗元北4号                                                      |                 |                     |          |
| 广州市美华中学                 | 公立      | 初级 中学   | 荔湾区 教育局 | 1923年    | 西增路33号                                                       |                 |                     |          |
| 广州市第一中学双桥学校         | 公立      | 初级 中学   | 荔湾区 教育局 | 1950年    | 裕福街33号                                                       |                 |                     |          |
| 广州市荔湾区西关广雅实验学校   | 公立      | 初级 中学   | 荔湾区 教育局 | 2017年    | 悦康街1号                                                        |                 | 务本求实            |          |
| 广州市第一中学红岩学校         | 公立      | 初级 中学   | 荔湾区 教育局 | 1960年    | 新基上村151号                                                    |                 |                     |          |
| 广州市第四中学花地学校         | 公立      | 初级 中学   | 荔湾区 教育局 | 2004年    | 大策五巷44号                                                     |                 |                     |          |
| 广州市真光中学东漖学校         | 公立      | 初级 中学   | 荔湾区 教育局 | 1960年    | 东漖仁秀坊183号                                                  |                 |                     |          |
| 广州市真光中学文伟学校         | 公立      | 初级 中学   | 荔湾区 教育局 | 1988年    | 麦村北约52号                                                     |                 |                     |          |
| 广州市真光中学金道学校         | 公立      | 初级 中学   | 荔湾区 教育局 | 1995年    | 金光大街1号                                                      |                 |                     |          |
| 中国教育科学研究院荔湾实验学校 | 公立      | 九年制 学校 | 荔湾区 教育局 | 2018年    | 禾园：龙溪中路62号（小学部） 斗园：龙溪中路60号（中学部）        |                 |                     |          |
| 广东实验中学荔湾学校           | 公立      | 九年制 学校 | 荔湾区 教育局 | 2019年    | 初中部：北文街2号 第一小学部：华尚一街8号 第二小学部：锦心街21号 |                 | 爱国 团结 求实 创新 |          |
| 广州市荔湾区中宏学校           | 民办      | 初级 中学   | 民办          | 2004年    | 蓬莱路3号                                                        |                 | 勤 诚 勇 毅         |          |
| 广州市荔湾区虹桥实验学校       | 民办      | 初级 中学   | 民办          |           | 周门街150号                                                      |                 | 德 诚 正 朴         |          |
| 广州市荔湾区芳华初级中学       | 民办      | 初级 中学   | 民办          |           |                                                                  |                 |                     |          |
| 广州市荔湾区新苗学校           | 民办      | 九年制 学校 | 民办          |           |                                                                  |                 |                     |          |
| 广州市荔湾区同心学校           | 民办      | 九年制 学校 | 民办          |           |                                                                  |                 |                     |          |
| 广州市荔湾区新晖学校           | 民办      | 九年制 学校 | 民办          |           |                                                                  |                 |                     |          |
| 广州市荔湾区广豪学校           | 民办      | 九年制 学校 | 民办          |           |                                                                  |                 |                     |          |
| 广州市荔湾区荔广实验学校       | 民办      | 九年制 学校 | 民办          | 2003年    | 龙溪大道490号                                                    |                 | 做最好的自己        |          |
| 广州市荔湾区东沙博雅实验学校   | 民办      | 九年制 学校 | 民办          |           |                                                                  |                 |                     |          |
| 广州市荔湾区博雅中英文学校     | 民办      | 九年制 学校 | 民办          |           |                                                                  |                 |                     |          |
| 广州市荔湾区博雅实验学校       | 民办      | 九年制 学校 | 民办          |           |                                                                  |                 |                     |          |
| 广州市荔湾区海龙博雅中英文学校 | 民办      | 九年制 学校 | 民办          |           |                                                                  |                 |                     |          |
| 广州市荔湾区君诚博雅实验学校   | 民办      | 九年制 学校 | 民办          |           |                                                                  |                 |                     |          |

#### 越秀区
| 学校名称                                              | 办学 形式 | 学校 类型   | 主管 部门     | 创办 时间 | 学校地址 | 总占地 面积(亩)  | 校训                | 学校荣誉       |
| ----------------------------------------------------- | --------- | ----------- | ------------- | --------- | --- | ---------------- | ------------------- | -------------- |
| 广州市第十中学                                        | 公立      | 初级 中学   | 越秀区 教育局 | 1906年    | 起義路素波巷10號 | 16 亩            | 爱 敬 诚 勤         | 广州市一级学校 |
| 广州市第十三中学                                      | 公立      | 完全 中学   | 越秀区 教育局 | 1902年    | 文德校区：文德路83号 禺山校区：禺山路14号 豪贤校区：中山四路榨粉街91号                                                      | 20 亩            | 志 勤 严 责         | 广东省一级学校 |
| 广州市第三中学实验学校                                | 公立      | 初级 中学   | 越秀区 教育局 | 1956年    | 惠福西路仙邻巷42号 | 8 亩             | 勤俭 仁爱 敏毅 忠诚 | 广州市一级学校 |
| 广州市第十六中学东华实验学校                          | 公立      | 初级 中学   | 越秀区 教育局 | 1958年    | 东华西路海月西街5号 | 9 亩             | 志勤严美            | 广州市一级学校 |
| 广州市第十六中学实验学校                              | 公立      | 初级 中学   | 越秀区 教育局 | 1994年    | 恒福路250号 | 15 亩            | 志勤严美            | 广东省一级学校 |
| 广州市知用学校                                        | 公立      | 九年制 学校 | 越秀区 教育局 | 1924年    | 百灵路校区：百灵路83号（初中部） 祝寿巷校区：祝寿巷11号（小学部） 西校区：净慧路90号（小学部） 东校区：净慧路39号（小学部） | 25 亩            | 格物求知 窮理致用   | 广东省一级学校 |
| 广州市八一实验学校                                    | 公立      | 九年制 学校 | 越秀区 教育局 | 1948年    | 南校区：达道西路5号 北校区：共和大街共和八巷24号                                                                            | 24 亩            | 团结 紧张 严肃 活泼 | 广东省一级学校 |
| 广州市东风实验学校                                    | 公立      | 初级 中学   | 越秀区 教育局 | 1985年    | 东风东路755号 | 13 亩            | 崇德瀹智            | 广州市一级学校 |
| 广州市真光学校                                        | 公立      | 九年制 学校 | 越秀区 教育局 | 1872年    | 初中部：长堤大马路348号 小学部：一德路419号                                                                                 | 11 亩 （初中部） | 尔乃世之光          | 广州市一级学校 |
| 广州市第七中学东山学校                                | 公立      | 初级 中学   | 越秀区 教育局 | 1986年    | 寺右二馬路20號 | 18 畝            | 爱 诚 真 毅         | 广州市一级学校 |
| 广州市第七中学实验学校                                | 公立      | 九年制 学校 | 越秀区 教育局 | 2017年    | 初中部：站西路机山一巷30号 小学部：站西路机山一巷9号                                                                        | 33 畝            | 爱 诚 真 毅         | 广州市一级学校 |
| 广州市培正中学矿泉学校                                | 公立      | 初级 中学   | 越秀区 教育局 | 1992年    | 北站路37号 | 16 亩            | 至善至正            | 广州市一级学校 |
| 广州市越秀区育才实验学校                              | 公办      | 初级 中学   | 越秀区 教育局 | 2000年    | 二沙岛烟雨路南街1号 | 20 亩            | 坚定 求实 勤奋 文明 | 广州市一级学校 |
| 广州市越秀区名德实验学校                              | 民办      | 初级 中学   | 民办          | 2013年    | 旧部前街56号之三 |                  | 勤俭 仁爱 敏毅 忠诚 |                |
| 广州市越秀区雄鹰学校                                  | 民办      | 九年制 学校 | 民办          | 1996年    | 云泉路163号 | 28 亩            |                     |                |
| 广州市越秀区汇泉学校 （广州市第十六中学汇泉实验学校） | 民办      | 九年制 学校 | 民办          | 2013年    | 北站路144号 | 48 亩            | 人人奮進 個個精彩   |                |
| 广州海印实验学校                                      | 民办      | 初级 中学   | 民办          | 2017年    | 回龙路4号之二 |                  | 爱 诚 严 实         | [ 2 ]          |

#### 海珠区
| 学校                             | 办学形式 | 备注                                               |
| -------------------------------- | -------- | -------------------------------------------------- |
| 广州市第二十六中学               | 公立     |                                                    |
| 广州市南武第二实验学校           | 公立     | 原名 广州市第三十三中学                            |
| 广州市第四十一中学               | 公立     | 曾与广州市沙园中学合并                             |
| 广州市第五中学滨江学校           | 公立     | 原名 广州市第七十八中学                            |
| 广州市第九十七中学               | 公立     |                                                    |
| 广州市海珠外国语实验中学附属学校 | 公立     | 原名 广州市第九十八中学                            |
| 广州市第九十七中学晓园学校       | 公立     | 原名 广州市晓园中学                                |
| 广州市绿翠现代实验学校           | 公立     | 由原 广州市绿翠中学 与 广州市第五十二中学 合并而成 |
| 广州市景中实验中学               | 公立     | 原名 广州市赤岗中学                                |
| 广州市聚德中学                   | 公立     |                                                    |
| 广州市劬劳中学                   | 公立     |                                                    |
| 广州市黄埔中学                   | 公立     |                                                    |
| 广州市第九十七中学蓝天学校       | 公立     | 原名 广州市蓝天中学                                |
| 广州市新滘中学                   | 公立     |                                                    |
| 广州市第五中学东晓学校           | 公立     | 原名 广州市东晓中学                                |
| 广州市珠江中学                   | 民办     |                                                    |
| 广州市康乐中学                   | 民办     |                                                    |
| 中山大学附属中学                 | 公立     | 2022年由民办转为公立                               |
| 广州市为明学校                   | 民办     | 原名 北大附中广州实验学校 含小学和中学（初高中）   |
| 广州市穗华中学                   | 民办     |                                                    |
| 广州市海珠中学                   | 民办     |                                                    |
| 广州市培才高级中学               | 民办     |                                                    |
| 广州南武实验学校                 | 民办     |                                                    |

#### 天河区
| 学校                     | 办学形式 | 备注                             |
| ------------------------ | -------- | -------------------------------- |
| 广州市第十八中学         | 公立     |                                  |
| 广州市天河区汇景实验学校 | 公立     | 前广州市第四十七中学汇景实验学校 |
| 广州市天荣中学           | 公立     |                                  |
| 广州市长兴中学           | 公立     |                                  |
| 广州市骏景中学           | 公立     |                                  |
| 广州市泰安中学           | 公立     |                                  |
| 暨南大学附属中学         | 民办     |                                  |
| 广州思源学校             | 民办     |                                  |
| 广州市华美英语实验学校   | 民办     |                                  |

#### 白云区
| 学校                               | 办学形式 | 备注                                             |
| ---------------------------------- | -------- | ------------------------------------------------ |
| 广州市第六十五中学                 | 公立     | 江高镇                                           |
| 广州市第六十七中学                 | 公立     | 现属棠景街道，原属新市镇                         |
| 广州市白云艺术中学                 | 公立     | 现属嘉禾街道，原属新市镇 原名 广州市第六十八中学 |
| 广州市第七十中学                   | 公立     | 现属太和镇，原属龙归镇                           |
| 广州市第七十二中学                 | 公立     | 现属人和镇，原属蚌湖镇                           |
| 广州市第七十三中学                 | 公立     | 人和镇                                           |
| 广州市第一一五中学                 | 公立     | 太和镇                                           |
| 广州市第一一六中学                 | 公立     | 现属钟落潭镇，原属良田镇                         |
| 广州市白云区景泰中学               | 民办     | 现属钟落潭镇，原属竹料镇 原名 广州市第八十中学   |
| 广州市白云区大良中学               | 公立     |                                                  |
| 广州市白云区石井中学               | 公立     |                                                  |
| 广州市白云区太和中学               | 公立     |                                                  |
| 广州市白云区太和第二中学           | 公立     |                                                  |
| 广州市白云区江高镇成人文化技术学校 | 公立     |                                                  |
| 广州市白云区江高镇第二初级中学     | 公立     |                                                  |
| 广州市白云区江村中学               | 公立     |                                                  |
| 广州市白云区江高镇第三初级中学     | 公立     |                                                  |
| 广州市白云区同和中学               | 公立     |                                                  |
| 广州市白云区新市中学               | 公立     |                                                  |
| 广州市白云区石龙中学               | 公立     |                                                  |
| 广州市白云区神山中学               | 公立     |                                                  |
| 广州市白云区竹料第一中学           | 公立     | 现属钟落潭镇，原属竹料镇                         |
| 广州市白云区竹料第二中学           | 公立     | 现属钟落潭镇，原属竹料镇                         |
| 广州市白云区竹料第三中学           | 公立     | 现属钟落潭镇，原属竹料镇                         |
| 广州市白云区颜乐天纪念中学         | 公立     |                                                  |
| 广州市白云区龙归中学               | 公立     |                                                  |
| 广州市白云区嘉禾中学               | 公立     |                                                  |
| 广州市白云区广北中学               | 公立     |                                                  |
| 广州市白云区人和第一中学           | 公立     |                                                  |
| 广州市白云区人和第二中学           | 公立     |                                                  |
| 广州市白云区人和第三中学           | 公立     |                                                  |
| 广州市白云区石井第二中学           | 公立     |                                                  |
| 广州市白云区盘龙中学               | 公立     |                                                  |
| 广州市白云区钟落潭中学             | 公立     |                                                  |
| 广州市白云区龙岗中学               | 公立     |                                                  |
| 广州市白云区新和中学               | 公立     |                                                  |
| 广州市白云中学                     | 公立     |                                                  |
| 广州市白云区金沙中学               | 公立     |                                                  |
| 广东外语外贸大学附设外语学校       | 民办     |                                                  |
| 广州市庆丰实验学校                 | 民办     | 原名 广州大学附属实验学校                        |

#### 黄埔区
| 学校                                   | 办学形式 | 备注           |
| -------------------------------------- | -------- | -------------- |
| 广州市黄埔区知识城中学（原八十三中学） | 公立     |                |
| 广州市第八十六中学                     | 公立     |                |
| 广州开发区外国语学校（原八十七中学）   | 公立     |                |
| 广州市第一二三中学                     | 公立     |                |
| 广州石化中学                           | 公立     |                |
| 广州市黄埔区新港中学                   | 公立     |                |
| 广州市黄埔区港湾中学                   | 公立     |                |
| 广州市黄埔区双沙中学                   | 公立     |                |
| 广州市黄埔国光学校                     | 民办     |                |
| 广州市科学城中学                       | 公立     | *原萝岗区中学* |
| 广州市第一一七中学                     | 公立     | *原萝岗区中学* |
| 广州市东区中学                         | 公立     | *原萝岗区中学* |
| 广州开发区中学                         | 公立     | *原萝岗区中学* |
| 广州市九佛中学                         | 公立     | *原萝岗区中学* |
| 广州市九佛第二中学                     | 公立     | *原萝岗区中学* |
| 广州市玉岩中学                         | 公立     | *原萝岗区中学* |
| 广州市镇龙第一中学                     | 公立     | *原萝岗区中学* |
| 广州市镇龙第二中学                     | 公立     | *原萝岗区中学* |
| 广州市华峰中学                         | 公立     | *原萝岗区中学* |
| 广州市英杰学校                         | 民办     | *原萝岗区中学* |
| 广州市黄埔区开元学校                   | 公立     |                |

#### 番禺区
| 学校                       | 办学形式 | 备注             |
| -------------------------- | -------- | ---------------- |
| 广州市番禺区大岗中学       | 公立     |                  |
| 广州市番禺区石楼中学       | 公立     |                  |
| 广州市番禺区石楼镇第二中学 | 公立     |                  |
| 广州市番禺区大石镇第一中学 | 公立     |                  |
| 广州市番禺区大石镇第二中学 | 公立     |                  |
| 广州市番禺区洛浦沙滘中学   | 公立     | 原大石镇第三中学 |
| 广州市番禺区钟村中学       | 公立     |                  |
| 广州市番禺区沙湾镇象达中学 | 公立     | 原沙湾初级中学   |
| 广州市星执学校             | 民办     | 原番禺执信中学   |
| 广州市番禺区石碁第四中学   | 公立     |                  |
| 广州市番禺区毓贤学校       | 公立     |                  |

#### 花都区
| 学校                             | 办学形式 | 备注                                         |
| -------------------------------- | -------- | -------------------------------------------- |
| 广州市花都区新华中学             | 公立     | 现属新华街道，原属新华镇                     |
| 广州市花都区新华第二中学         | 公立     | 现属新华街道，原属新华镇                     |
| 广州市花都区秀全中学             | 公立     | 现属新华街道，原属新华镇                     |
| 广州市花都区实验中学             | 公立     | 现属新华街道，原属新华镇。（原名新华镇中学） |
| 广州市花都区新华清㘵初级中学     | 公立     | 现属新华街道，原属新华镇                     |
| 广州市花都区新华培新初级中学     | 公立     | 现属新华街道，原属新华镇                     |
| 广州市花都区新华九潭中学         | 公立     | 现属新华街道，原属新华镇                     |
| 广州市花都区新华云山中学         | 公立     | 现属新华街道，原属新华镇。（原名育贤中学）   |
| 广州市花都区新华清㘵中学         | 公立     | 现属新华街道，原属新华镇                     |
| 广州市花都区金华中学             | 公立     |                                              |
| 广州市花都区育才学校             | 公立     |                                              |
| 广州市花都区崇文学校             | 公立     |                                              |
| 广州市花都区雅瑶镇雅瑶中学       | 公立     | 现属花都区雅瑶镇，原属白云区雅瑶镇           |
| 广州市花都区梯面镇初级中学       | 公立     |                                              |
| 广州市花都区炭步镇初级中学       | 公立     |                                              |
| 广州市花都区炭步镇大涡初级中学   | 公立     |                                              |
| 广州市花都区炭步镇第二初级中学   | 公立     |                                              |
| 广州市花都区狮岭中学             | 公立     |                                              |
| 广州市花都区狮岭镇狮峰初级中学   | 公立     |                                              |
| 广州市花都区狮岭镇长岗初级中学   | 公立     |                                              |
| 广州市花都区狮岭镇冯村初级中学   | 公立     |                                              |
| 广州市花都区狮岭镇狮峰中学       | 公立     |                                              |
| 广州市花都区狮岭镇芙蓉初级中学   | 公立     | 现属狮岭镇，原属芙蓉镇                       |
| 广州市花都区花山镇花城初级中学   | 公立     |                                              |
| 广州市花都区花山镇花山初级中学   | 公立     |                                              |
| 广州市花都区花山镇华侨初级中学   | 公立     |                                              |
| 广州市花都区花山镇修业中学       | 公立     |                                              |
| 广州市花都区花东中学             | 公立     |                                              |
| 广州市花都区花东镇花侨初级中学   | 公立     |                                              |
| 广州市花都区花东镇迳口中学       | 公立     |                                              |
| 广州市花都区花东镇大塘初级中学   | 公立     |                                              |
| 广州市花都区花东镇凤山初级中学   | 公立     |                                              |
| 广州市花都区花东镇联安中学       | 公立     |                                              |
| 广州市花都区花东镇北兴初级中学   | 公立     | 现属花东镇，原属北兴镇                       |
| 广州市花都区花东镇榴花初级中学   | 公立     | 现属花东镇，原属北兴镇                       |
| 广州市花都区第一中学             | 公立     |                                              |
| 广州市花都区第二中学             | 公立     |                                              |
| 广州市花都区赤坭中学             | 公立     |                                              |
| 广州市花都区赤坭镇三和庄初级中学 | 公立     |                                              |
| 广州市花都区赤坭镇白坭初级中学   | 公立     |                                              |
| 广州市花都区赤坭镇巴江初级中学   | 公立     |                                              |
| 广州铁道车辆厂子弟学校           | 公立     |                                              |
| 中山大学附属雅宝学校             | 民办     |                                              |

#### 南沙区
| 学校                           | 办学形式 | 备注     |
| ------------------------------ | -------- | -------- |
| 广州市南沙第一中学             | 公立     |          |
| 广州市英东中学                 | 民办     | 国际学校 |
| 广州市南沙区黄阁中学           | 公立     |          |
| 广州市南沙区万顷沙中学         | 公立     |          |
| 广州市南沙区珠江中学           | 公立     |          |
| 广州市南沙区新星学校           | 公立     |          |
| 广州市南沙区中侨学校           | 民办     |          |
| 广州市南沙区横沥中学           | 公立     |          |
| 广州市南沙区港龙中英文实验学校 | 民办     |          |
| 广州市南沙区麒麟中学           | 公立     |          |

#### 从化区
| 学校               | 办学形式 | 备注 |
| ------------------ | -------- | ---- |
| 从化区第二中学     | 公立     |      |
| 从化区第三中学     | 公立     |      |
| 从化区第四中学     | 公立     |      |
| 从化区第五中学     | 公立     |      |
| 从化区第七中学     | 公立     |      |
| 从化区吕田中学     | 公立     |      |
| 从化区良口中学     | 公立     |      |
| 从化区林场学校     | 公立     |      |
| 从化区桃园中学     | 公立     |      |
| 从化区灌村中学     | 公立     |      |
| 从化区河东中学     | 公立     |      |
| 从化区太平中学     | 公立     |      |
| 从化区太平第二中学 | 公立     |      |
| 从化区神岗中学     | 公立     |      |
| 从化区神岗第二中学 | 公立     |      |
| 从化区龙潭中学     | 公立     |      |
| 从化区鳌头中学     | 公立     |      |
| 从化区民乐中学     | 公立     |      |
| 从化区棋杆中学     | 公立     |      |
| 从化区城郊中学     | 公立     |      |
| 广州南洋英文学校   | 民办     |      |
| 广州英豪学校       | 民办     |      |

#### 增城区
| 学校                 | 办学形式 | 备注 |
| -------------------- | -------- | ---- |
| 增城区华侨中学       | 公立     |      |
| 增城区新塘中学       | 公立     |      |
| 增城区增城中学       | 公立     |      |
| 增城区郑中钧中学     | 公立     |      |
| 增城区高级中学       | 公立     |      |
| 增城区中新中学       | 公立     |      |
| 增城区派潭中学       | 公立     |      |
| 增城区仙村中学       | 公立     |      |
| 增城区新塘镇永和中学 | 公立     |      |
| 增城区荔城中学       | 公立     |      |
| 广州市香江中学       | 民办     |      |

## 中等职业学校
| 学校                           | 办学形式 | 备注                                            |
| ------------------------------ | -------- | ----------------------------------------------- |
| 广州市财经职业高级中学         | 公立     | 原名 广州市第八十五中学 原东山区中学            |
| 广州市贸易职业高级中学         | 公立     |                                                 |
| 广州市华海旅业职业培训学校     | 公立     | 原名 广州市第十九中学                           |
| 广州市海珠商务职业学校         | 公立     | 原名 广州市第一〇六中学                         |
| 广州市旅游商贸职业学校         | 公立     |                                                 |
| 广州市白云第一职业中等专业学校 | 公立     |                                                 |
| 廣州市黃埔職業技術學校         | 公立     | 原名 广州市黄埔职业高级中学、广州市第八十八中学 |
| 广东省电力一局职工子弟学校     | 公立     |                                                 |
| 新造职业技术学校               | 公立     |                                                 |
| 岭东职业技术学校               | 公立     |                                                 |
| 钟村职业技术学校               | 公立     |                                                 |
| 广州市番禺区祈福英语实验学校   | 民办     |                                                 |
| 广州市番禺区祈福新邨学校       | 民办     |                                                 |
| 广州市番禺区纪元职业技术学校   | 民办     |                                                 |
| 广州市番禺沙湾工业职业技术学校 | 民办     |                                                 |
| 增城区职业技术学校             | 公立     |                                                 |

## 已停办的学校
- 广州市第十四中学与广州市第十五中学合并，改名为广东华侨中学
- 广州市第十九中学已被广州市第五中学并入
- 广州市第二十一中学，已改为广东实验中学越秀学校天胜校区
- 广州市第二十五中学，改为广州市第三十九中学，后一同并入广州市第十三中学
- 广州市第二十七中学高中部，改为广州市外语职业高级中学，后改为广州市外语综合高级中学
- 广州市第二十七中学初中部，改为广州市越秀外国语学校初中部
- 广州市第二十八中学，复名为广州市知用中学
- 广州市第二十九中学，复名为广州市西关培英中学
- 广州市第三十一中学已被广州市第四中学并入
- 广州市第三十二中学（已拆除）
- 广州市第三十四中学，改为广州市第三中学解放中校区
- 广州市第三十五中学（原址已改为光复南路小学）
- 广州市第三十八中学，与广州市第八十五中学合并，改为广州市贸易职业高级中学中山六校区
- 广州市第三十九中学，已并入广州市第十三中学，为该校初中部
- 广州市第四十四中学已被广州市第一一三中学并入
- 广州市第四十六中学已被广州市第十中学并入
- 广州市第四十七中学已改为广州中学
- 广州市第四十八中学已被广州市育才中学（原六十二中学）并入
- 广州市第四十九中学与广州市江南中学合并，改名为广州市江南外国语学校
- 广州市第五十中学已被广州市第一中学并入
- 广州市第五十一中学（1965年落马停办）
- 广州市第五十六中学（现为广州市华侨外国语学校）
- 广州市第五十二中学与广州市绿翠中学合并，改名为广州市绿翠现代实验学校
- 广州市第六十九中学，先后改名为三元里第一中学、七星岗中学、颜乐天纪念中学
- 广州市第七十四中学
- 广州市第七十六中学，改名为岭南画派纪念中学
- 广州市第七十七中学，先后改名为广州市第二外国语学校、广东外语外贸大学实验中学
- 广州市第七十八中学，改为五中滨江学校
- 广州市第七十九中学已被广州市第十六中学并入
- 广州市第八十二中学已被广州市第十七中学并入
- 广州市第八十三中学，改名为广州开发区外国语学校，其北校区后更名为知识城中学
- 广州市第八十四中学与广州市黄船中学合并，改名为广州市黄埔军校纪念中学
- 广州市第八十五中学与广州市第三十八中学合并，改为广州市贸易职业高级中学文德校区
- 广州市第八十七中学，改为广州开发区外国语学校的南校区
- 广州市第九十中学已被广州市第二十九中学并入
- 广州市第九十二中学
- 广州市第九十四中学（原址已改为凤江小学）
- 广州市第九十五中学
- 广州市第九十六中学已被广州市第三中学并入
- 广州市第九十八中学，改名为海珠外国语实验中学附属学校
- 广州市第九十九中学，改为广州市知用中学高中部（光孝路）
- 广州市第一〇〇中学已被广州市第十一中学并入，后十一中复名为南海中学
- 广州市第一〇一中学
- 广州市第一〇二中学已被南武中学（原58中）并入
- 广州市第一〇三中学
- 广州市第一〇四中学，已改为广州广播电视大学中山四路校区
- 广州市第一〇五中学
- 广州市第一〇七中学
- 广州市第一〇九中学已被广州市执信中学并入
- 广州市第一一一中学已被广州市第七十八中学并入
- 广州市第一一二中学
- 广州市第一一八中学
- 广州市第一一九中学与广州市第一二〇中学合并，改名为花地中学
- 广州市白云中学水荫路校区，已并入广州市执信中学，为该校初中部
- 广州市外语综合高级中学，改为广州市越秀外国语学校高中部
- 广州市越秀外国语学校南校区，已改为广东实验中学越秀学校盘福校区
- 广州市桂花中学，改为广州大学实验中学
- 广州大学实验中学，已并入广州市越秀外国语学校高中部
- 广州市越秀外国语学校北校区，已改为广东实验中学越秀学校桂花校区
- 广州市第三中学解放中校区，已改为广州市知用中学初中部
- 广州市知用中学初中部（解放中校区），改为广州市越秀区回民小学解放中校区
- 广州市知用中学高中部（光孝校区），改为广州市越秀区朝天小学光孝校区
- 广州市花地中学，改为四中花地学校
- 广州市梅花中学
- 广州市东晓中学，改为五中东晓学校
- 广州市蓝天中学，改为九十七中学蓝天学校
- 广州市晓园中学，改为九十七中学晓园学校
- 广州市南石中学，改为广州市第四十一中学的东校区
- 岭南画派纪念中学，改为南武中学的岭南画派纪念校区
- 广州市恒福中学已被广州市第十六中学并入
- 广州市文冲中学已被广州市石化中学并入
- 广州市同德南方中学，改为广州市第六十五中学明德校区
- 广州市南沙中学与广州市南沙第二中学合并，改名为广州市南沙第一中学